# Horacio Perdomo
Horacio R. Perdomo Shaban (Salto, 14 novembre 1960) è un ex cestista uruguaiano.

## Carriera
Con l'Uruguay ha disputato i Giochi olimpici di Los Angeles 1984, due edizioni dei Campionati mondiali (1982, 1986) e tre dei Campionati americani (1984, 1988, 1992).